# Pantón
Pantón – miasto w Hiszpanii w środkowej części regionu Galicja w południowej części prowincji Lugo.